# بنی هنات (یمن)
 بنی هنات  نام روستایی است در ناحیهٔ (السواد)، در عزلهٔ قضاء (عران)، از توابع استان لَحِج در کشور یمن در شبه جزیره عربستان است. 
جمعیت آن ۸۲۸ نفر (۱۳ خانوار) می‌باشد.